# Camptochaete vaga
Camptochaete vaga là một loài Rêu trong họ Lembophyllaceae. Loài này được (Hornsch. ex Müll. Hal.) Broth. mô tả khoa học đầu tiên năm 1907.